# TakeOne Studio
TakeOne Studio (韓語：테이크원스튜디오)是于2021年5月从韩国综合内容制作公司TAKEONE COMPANY 拆分出来的子公司，其主要业务是电影、电视剧、网络漫画、网络小说等内容知识产权的开发和制作，该公司目前拥有超过60部网络漫画和网络小说。旗下子公司为电影发行投资公司Studio DHL和演员经纪公司Sangyoung娱乐。

## 剧集制作
- 2021年：tvN《L.U.C.A.: The Beginning》
- 2024年：ENA《法官大人》
- 2025年：ENA《退货儿童》

## 电影制作
- 2022年：《扭曲的家》

## 外部連結
- 官方网站
- TakeOne Comapany的X（前Twitter）
- YouTube上的TakeOne Comapany頻道
- TakeOne Company的Instagram帳戶